# Museu de les Mines de Cercs
El Museu de les Mines de Cercs és un museu dedicat a la mineria del carbó situat a la colònia de Sant Corneli, terme municipal de Cercs, comarca del Berguedà. És un museu de tècnica i d'història que explica les relacions entre el carbó i l'entorn geològic, paisatgístic, econòmic i humà de l'Alt Berguedà. Fundat l'any 1999, forma part del Museu de la Ciència i de la Tècnica de Catalunya. El museu és una obra inclosa en l'Inventari del Patrimoni Arquitectònic de Catalunya.
La visita al museu inclou una exposició permanent, ubicada a l'antic edifici del "Hogar del Minero", així com un viatge de 450 metres en vagoneta cap a l'interior de la galeria de Sant Romà, retornant a l'exterior caminant per la mateixa mina. Aquesta visita guiada permet veure les dures condicions de treball a l'interior de la mina en diverses èpoques. Aquesta galeria va ser oberta l'any 1885 i posteriorment va ser explotada per l'empresa “Carbones de Berga, SA”, fundada l'any 1911, i que es va mantenir activa fins a l'any 1991.

## Descripció
L'edifici és la seu central del Museu de la Mineria, juntament amb l'interior del quatre-cents cinquanta metres de la galeria de la mina Sant Romà. Fou construït el 1919 i projectat inicialment com a escola. Consta de planta baixa més dos pisos i teulada a dues vessants amb carener paral·lel a la façana principal. El cos d'edificació és rectangular i té les obertures de façana distribuïdes de forma regular. El 1931 les monges encarregades de l'ensenyament van abandonar el local i aquest fou convertit en "Hogar del Minero", amb cafè, barberia, cinema i sala de jocs.

## Exposició
L'exposició permanent està dividida en dos espais: el carbó, l'explotació del carbó, les infraestructures mineres, el transport i el procés de classificació previ al seu ús com a combustible domèstic o industrial. La vida quotidiana a l'antiga mina té com a fil conductor la colònia minera de Sant Corneli i els seus habitants a partir de l'esbarjo, el treball de les dones, l'escola, el dispensari, l'empresari i l'empresa, els miners i les seves reivindicacions sociolaborals.
L'exposició inclou dos audiovisuals que descriuen les reivindicacions més emblemàtiques dels miners: La revolta de Fígols de 1932 i La tancada, o vaga minera, de 1977. També es visita un habitatge miner. La visita es completa amb un audiovisual sobre la conca minera de l'Alt Berguedà i la visita guiada a l'interior de la mina. Es visiten els primers 450 metres d'una galeria de 7 km de llargada.
El Museu compta també amb un mòdul multisensorial anomenat "La Mirada Tàctil", un espai d'interpretació tàctil adreçat a tothom però especialment adaptat i dissenyat per aquells visitants que presenten alguns tipus de dificultats visuals, ceguesa o mobilitat reduïda.
L'any 2012 s'amplià l'exposició permanent del museu amb un nou espai, "L'Espectacle de la mina: emocions i sensacions", exposició amb tecnologies d'última generació on el visitant pot comprendre els dos sistemes d'explotació de la mineria actual: subterrània i a cel obert. El projecte incorpora informació de Carbones Pedraforca, SA, l'última empresa minera en actiu al Berguedà. La museografia plantejada pretén fer immergir el visitant en una història narrada des del futur. L'argument explica com uns arqueòlegs del futur entren al taller de l'empresa minera i descobreixen peces que es feien servir per a l'explotació minera. A partir d'aquí, amb projeccions, hologrames i efectes innovadors d'imatge i so, els visitants redescobreixen el món de la mineria.

## Història de la colònia de Sant Corneli
La colònia de Sant Corneli, com les veïnes de Sant Josep i la Consolació, va ser el nucli miner més important de Catalunya i el centre amb les mines més extenses, situades en els termes municipals de Cercs, Fígols i Vallcebre. Aquestes mines van ser explotades per l'empresa “Carbones de Berga, SA” fundada el 1911, i activa fins al 1991.
L'any 1885 l'empresa italiana Garaveti, Vallino, Bovío & Cía., explotava la galeria de Sant Romà, a Sant Corneli, i construia els primers edificis que, posteriorment, formaren la Colònia. El 1895 l'empresari José Enrique de Olano y Loyzaga comprà la totalitat de les mines de la zona de Cercs, Fígols i Peguera i començà l'explotació moderna del lignit. En tractar-se d'un indret aïllat, amb manca de comunicacions i amb necessitat de tenir mà d'obra estable, Olano optà per crear una colònia amb habitatges i serveis bàsics per als miners. Olano va aplicar el model de les colònies tèxtils, les quals ja funcionaven a la comarca del Berguedà i en altres llocs de Catalunya des de 1858.
Es proporcionaren habitatge i serveis indispensables (forn de pa, cantina, escola i església) als miners i a les seves famílies. D'aquesta manera es reduí l'absentisme laboral típic d'aquestes zones rurals on els miners eren també pastors, ramaders i pagesos.
El punt de partida de la colònia va ser el nucli de Sant Corneli, a 960 m d'altitud, on hi havia les primeres galeries i alguns edificis: una església d'origen romànic dedicada a Sant Corneli, un molí fariner, alguns habitatges dels miners i una cantina (botiga de queviures i productes de primera necessitat), així com un grup d'habitatges al Serrat dels Bous, avui anomenat els “Tilos”. A partir d'aquest primer nucli, Olano projectà la colònia de Sant Corneli, amb l'ajuda del seu enginyer en cap, l'asturià Suárez del Villar. De 1901 a 1904 va construir la seva residència particular, allunyada de la colònia però al peu de les mines, prop de l'estació del tren “Fígols-Les Mines” i del Santuari de la Consolació. L'edifici, una torre historicista semblant a un castell medieval, ha estat un dels més emblemàtics de les explotacions mineres. L'any 1908 el rei Alfons XIII va visitar l'explotació minera d'Olano al Berguedà. El rei, Antonio Maura i els seus acompanyants van fer estada a la torre d'Olano.
El 1918 i el 1920 s'inauguraren els edificis de serveis: les oficines, l'economat, el teatre -posteriorment cinema-, l'escola i la residència de les monges, avui seu central del museu. Aquesta residència, que acollia les aules, els menjadors dels alumnes i la residència de les monges, va ser convertit l'any 1931 en el "Hogar del Minero" destinat a serveis (cafè, escola, biblioteca, habitatge del directiu, barberia, cinematògraf i sala de jocs i reunions).

### Galeria d'imatges

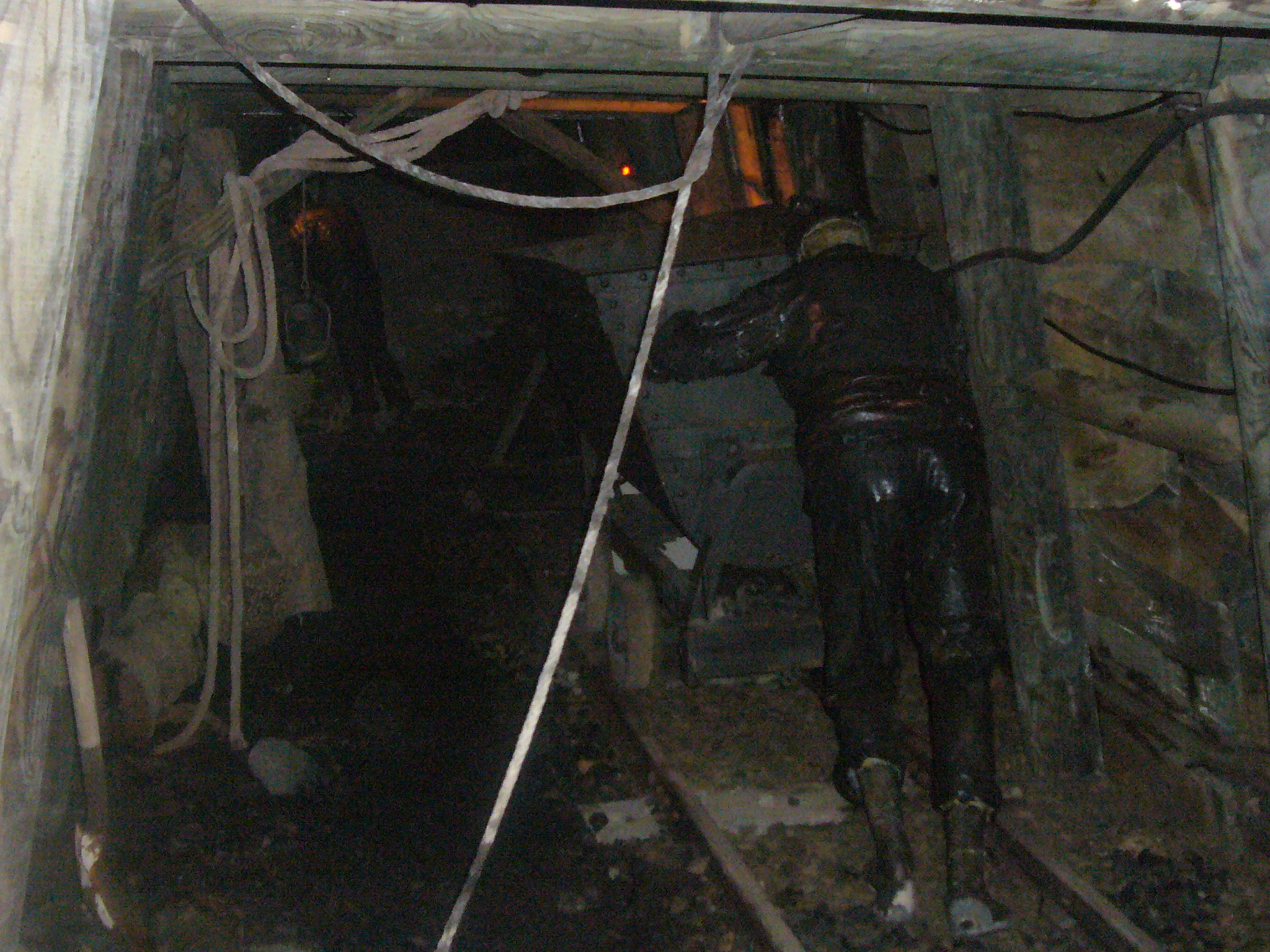
Home empenyent una vagoneta, galeria de Sant Romà
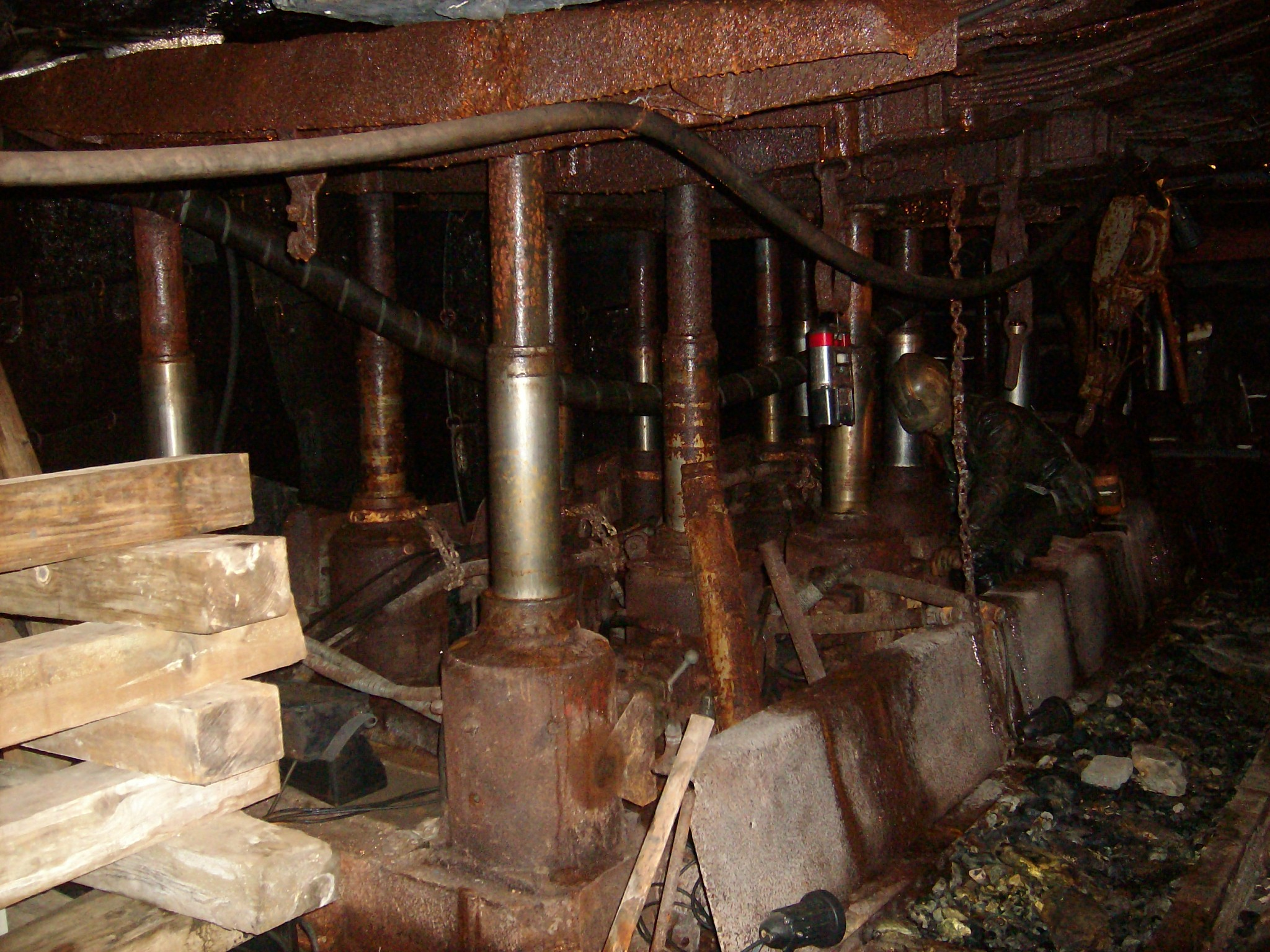
Explotació de carbó, amb piles russes.
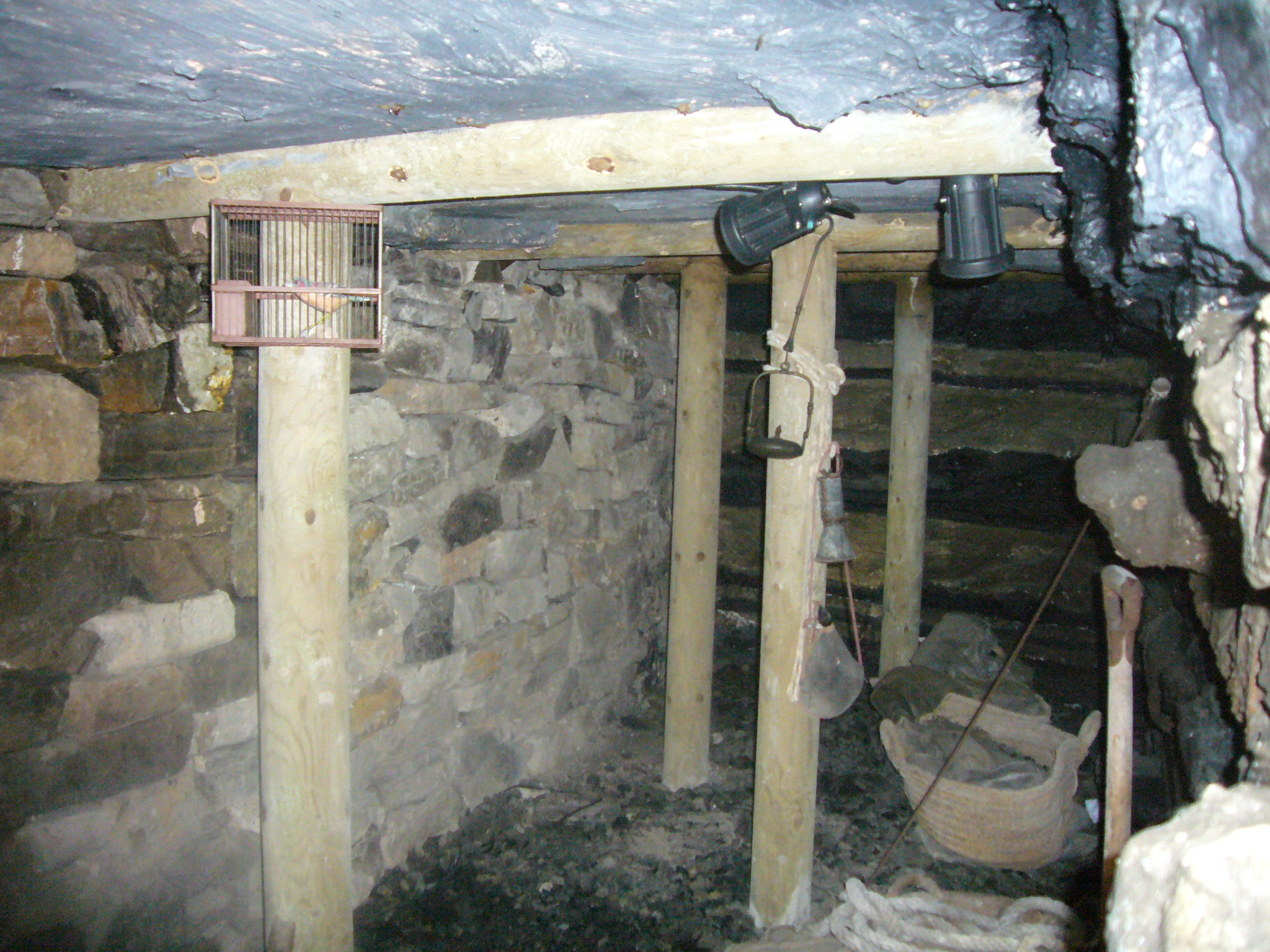
Pilars de fusta i gàbia d'ocell, galeria de Sant Romà
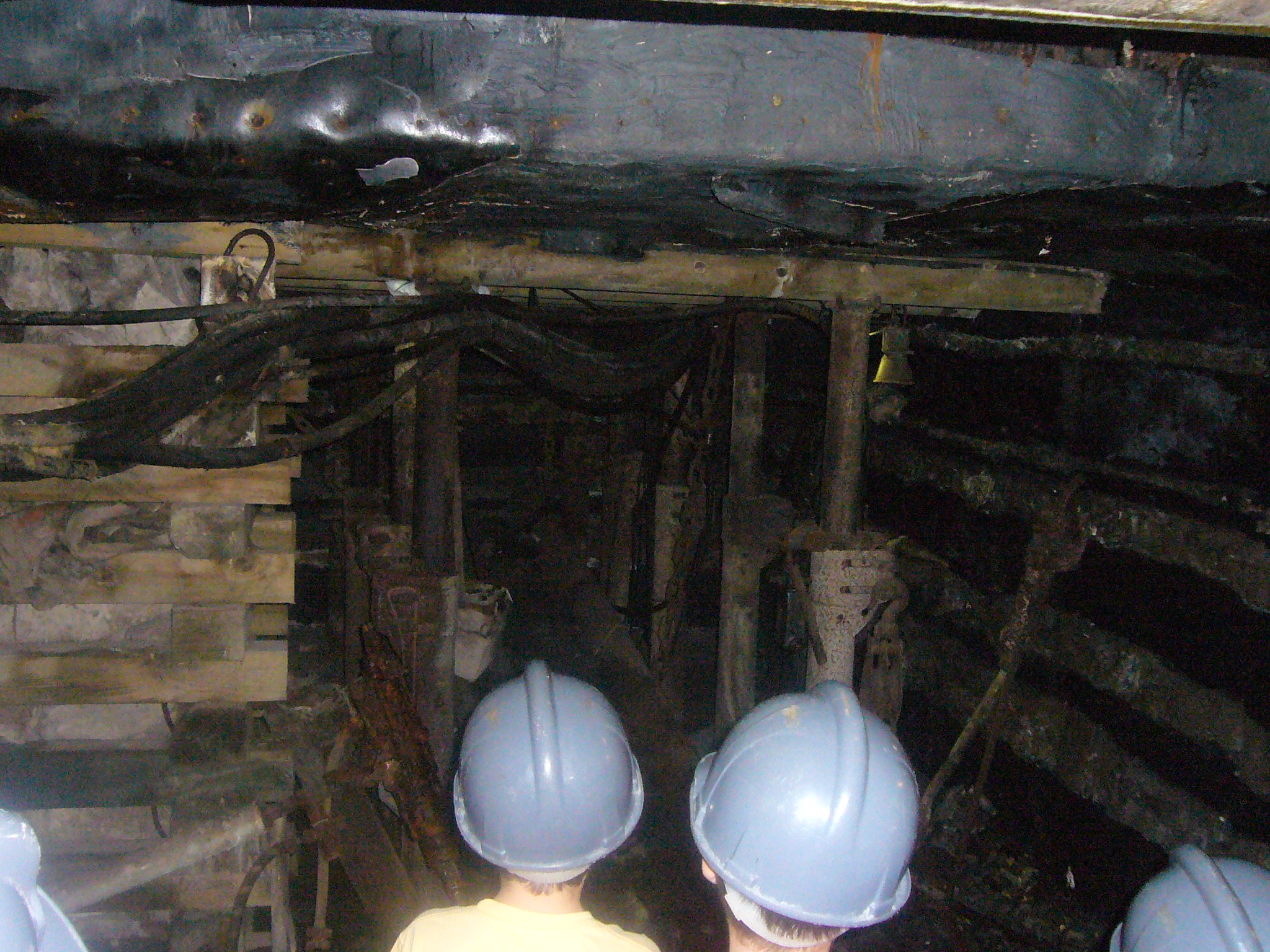
Pilars més moderns, a la galeria de Sant Romà
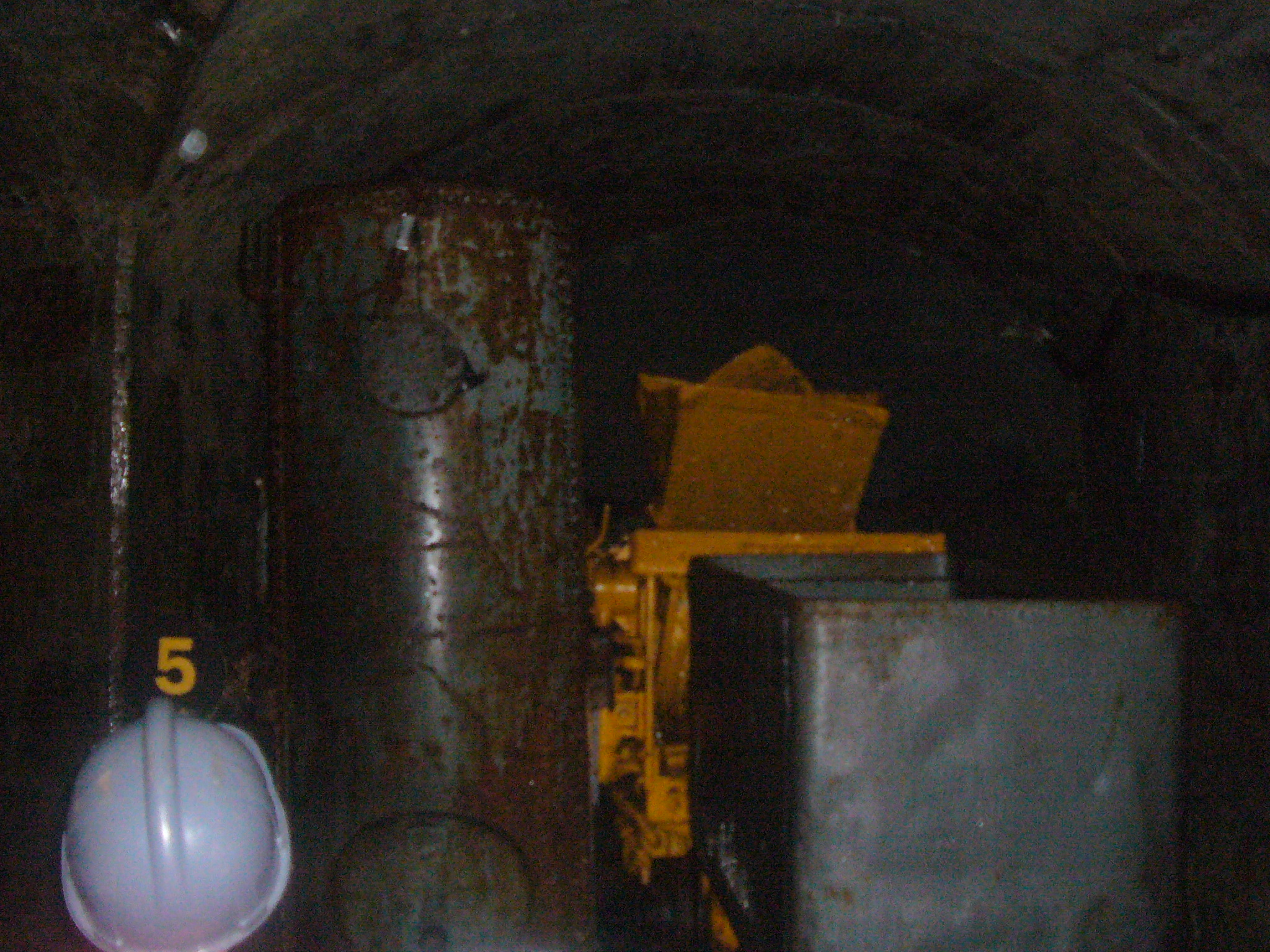
Cilindre d'aire comprimit, a la galeria de Sant Romà
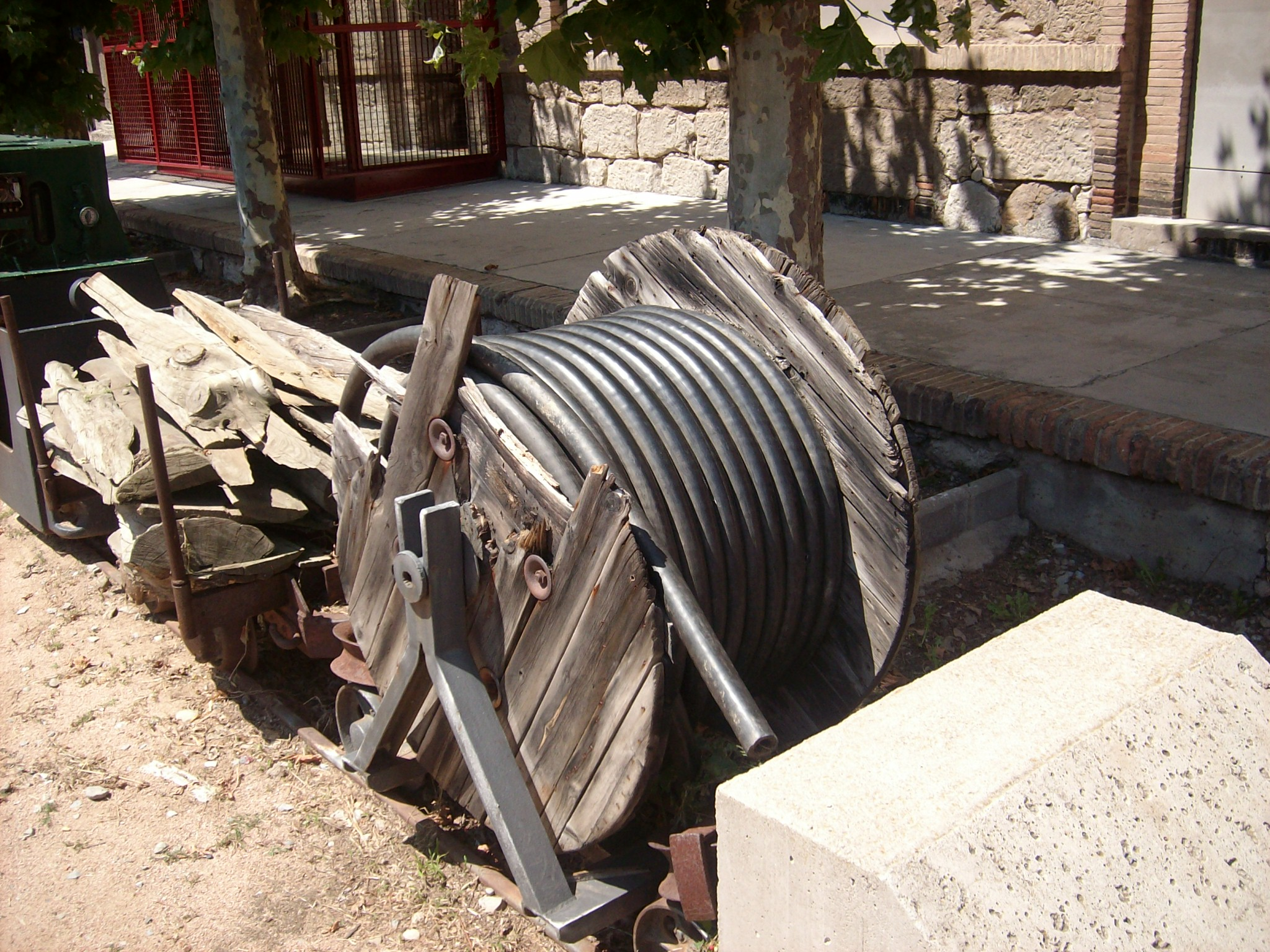
Trucs. Un amb una bobina de cable i l'altre, amb fusta.
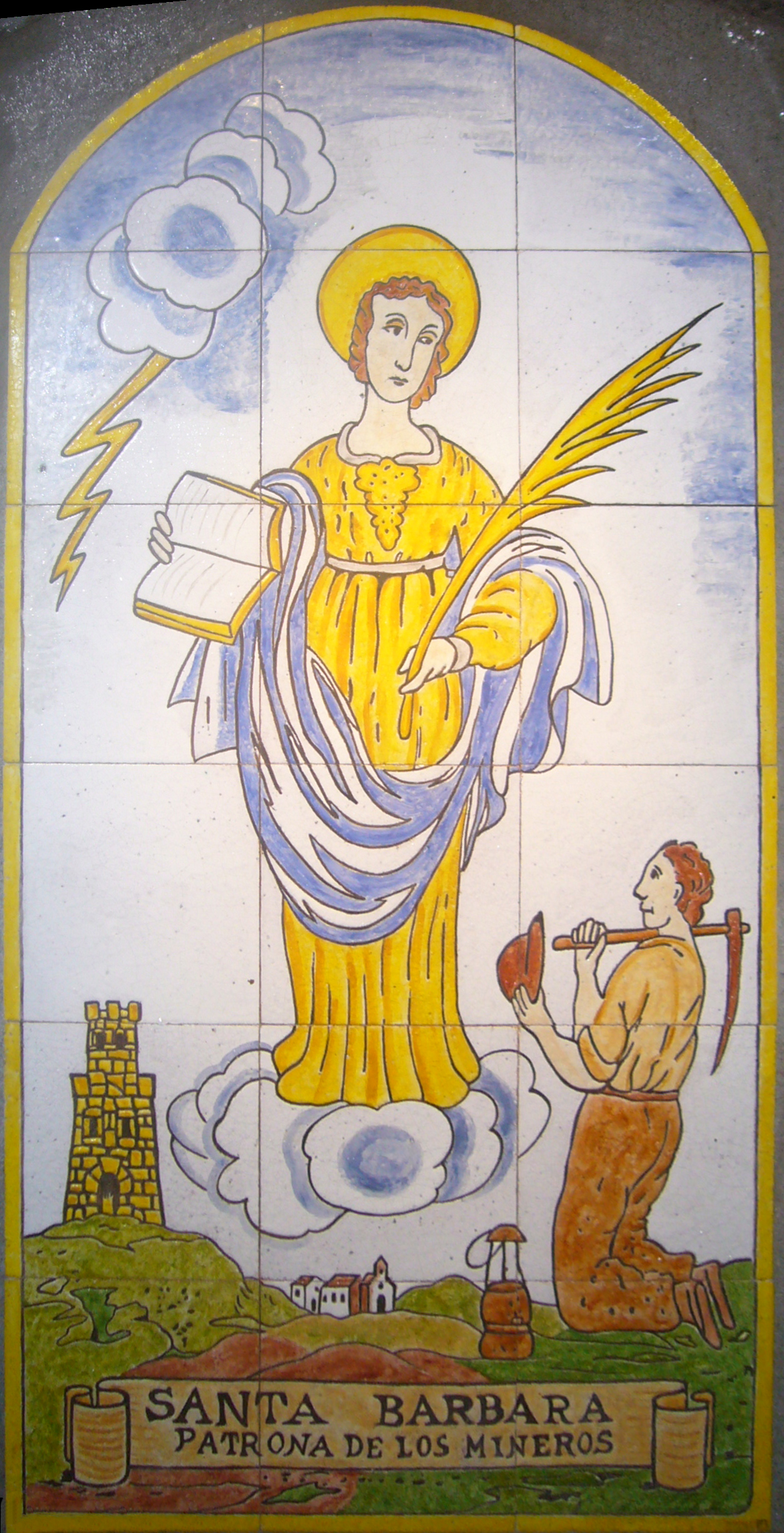
Imatge de Santa Bàrbara, patrona dels miners, a la galeria de Sant Romà
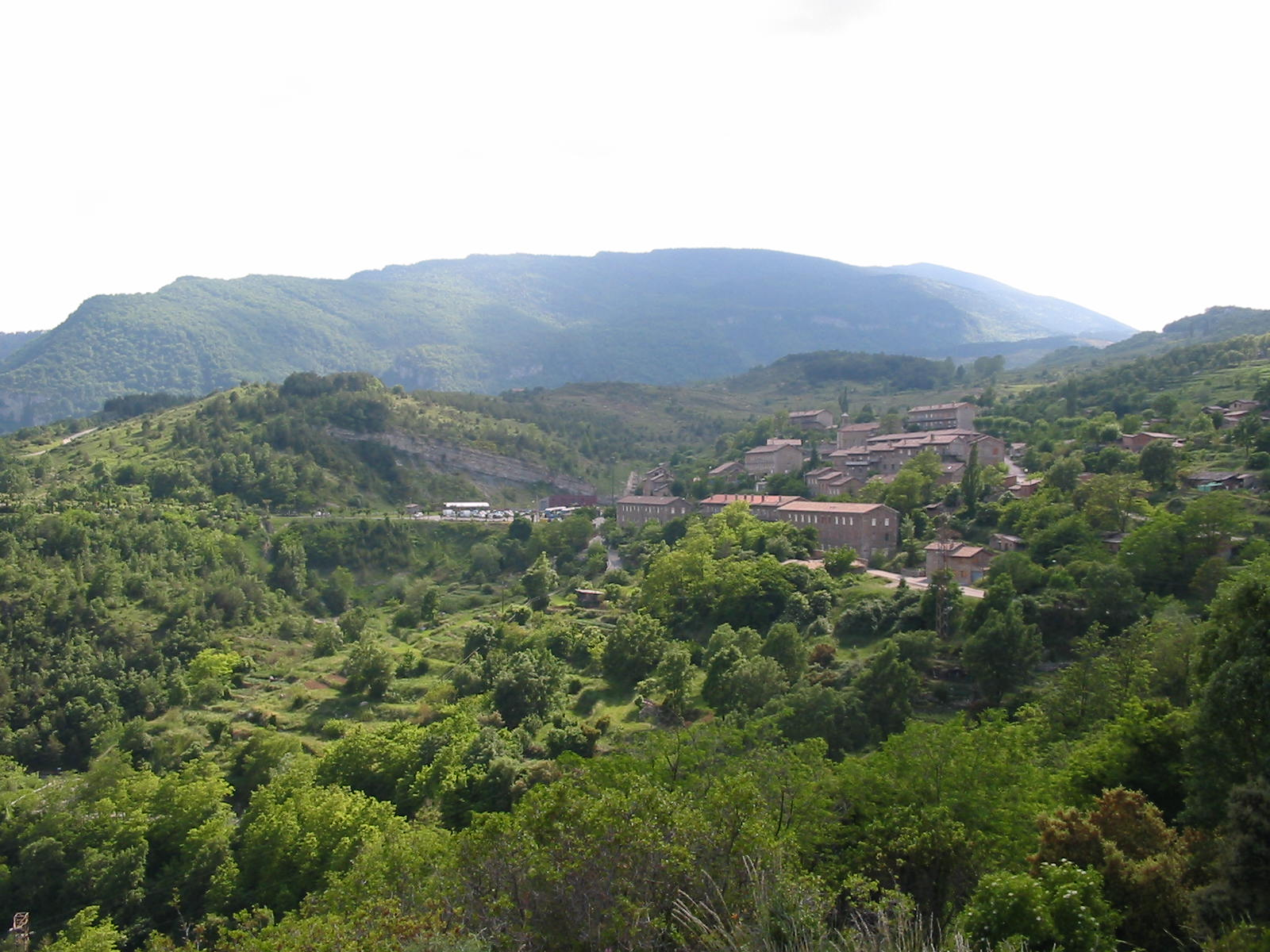
Vista de la colònia de Sant Corneli
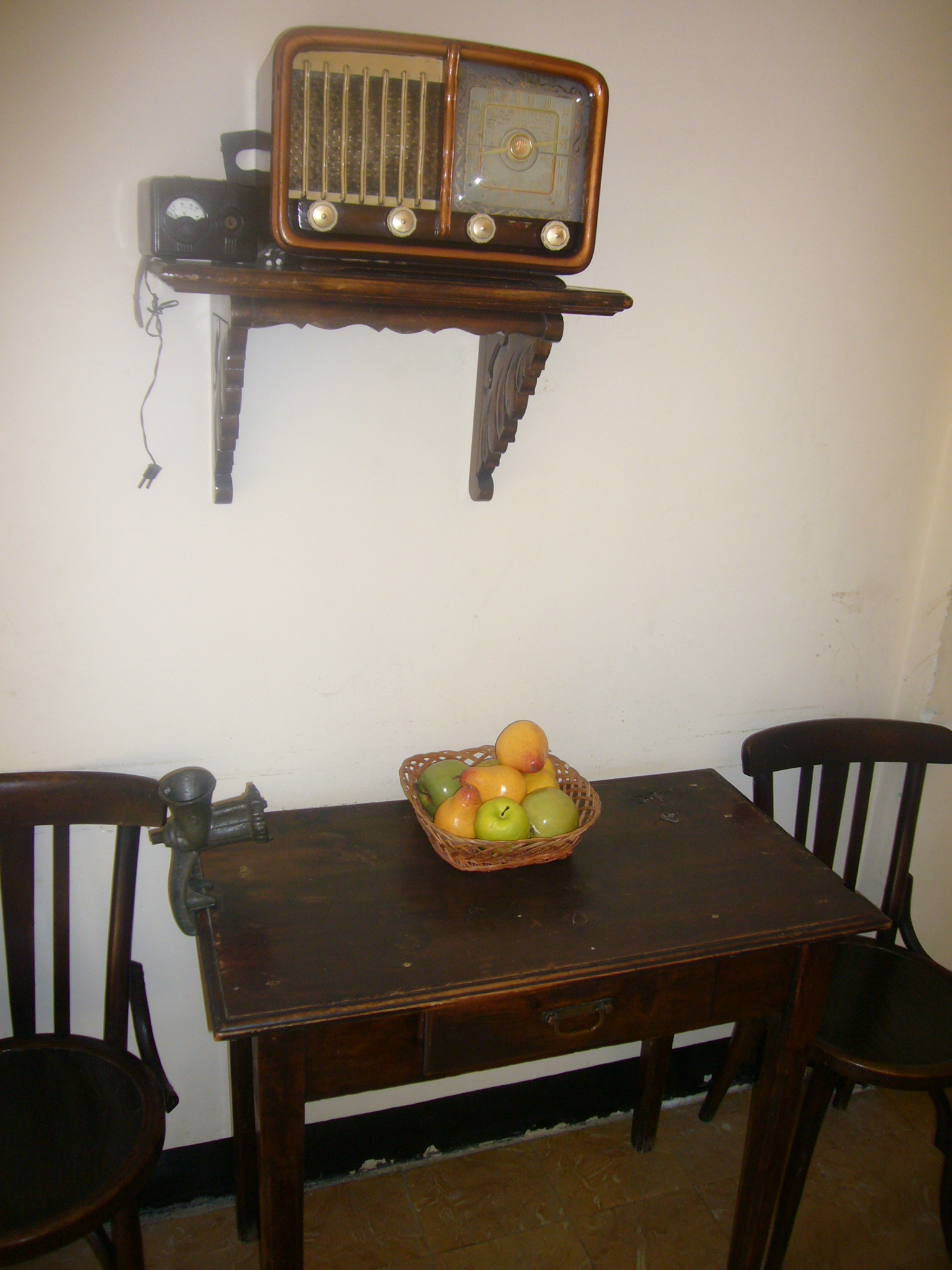
Habitatge miner, a l'exposició permanent